# Saison 2011 des Tigers de Détroit
La saison 2011 des Tigers de Détroit est la 111e saison en Ligue majeure pour cette franchise.
Avec 95 victoires contre 67 défaites, les Tigers remportent le championnat de la division Centrale de la Ligue américaine, méritant un premier titre de section depuis 1987. Après avoir éliminés les Yankees de New York en Série de divisions, ils sont battus en Série de championnat par les Rangers du Texas. Durant la saison régulière, Justin Verlander remporte 24 victoires et gagne la triple couronne des lanceurs pendant que son coéquipier Miguel Cabrera est le champion de la moyenne au bâton dans le baseball majeur.

## Intersaison

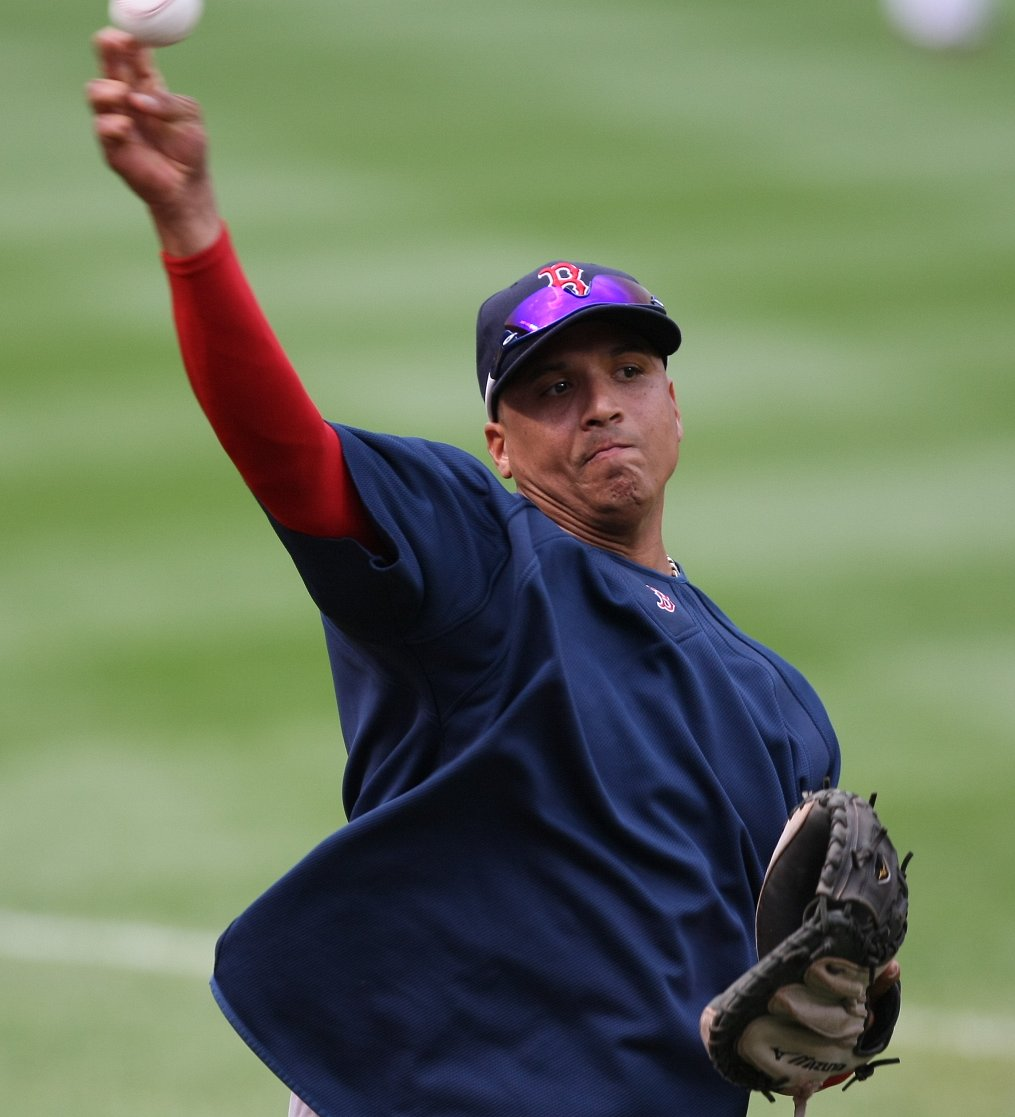
Víctor Martínez rejoint les Tigers.

### Arrivées
Le 23 novembre 2010, le receveur Víctor Martínez s'engage pour quatre saisons contre 50 millions de dollars.
Le lanceur partant Brad Penny signe un contrat d'une saison avec les Tigers le 18 janvier 2011.

### Départs
Lorsque les Tigers signent le lanceur Brad Penny, ils indiquent que Galarraga ne figure plus dans les plans de l'équipe pour la prochaine saison. Le 24 janvier, Galarraga est transféré aux Diamondbacks de l'Arizona en retour de deux lanceurs des ligues mineures, le droitier Kevin Eichhorn et le gaucher Ryan Robowski.
Les Tigers renoncent à aller à l'arbitrage pour cinq joueurs : Eddie Bonine, Johnny Damon, Jeremy Bonderman, Bobby Seay et Gerald Laird deviennent agents libres. Johnny Damon signe chez les Rays de Tampa Bay, Gerald Laird chez les Cardinals de Saint-Louis et Eddie Bonine rejoint les Phillies de Philadelphie via un contrat de Ligues lineures. Jeremy Bonderman et Bobby Seay sont toujours à la recherche d'un contrat.

### Prolongations de contrats
Brandon Inge prolonge son contrat chez les Tigers de deux ans (11,5 millions de dollars) avec une option pour 2013.
Magglio Ordóñez prolonge d'une saison contre 10 millions de dollars.

### Grapefruit League
35 rencontres de préparation sont programmées du 25 février au 29 mars à l'occasion de cet entraînement de printemps 2011 des Tigers.
Avec 20 victoires et 14 défaites, les Tigers terminent troisièmes de la Grapefruit League et enregistrent la troisième meilleure performance des clubs de la Ligue américaine.

## Saison régulière

### Classement
| Ligue américaine (Division Centrale) | V  | D  | %    | GB |
| ------------------------------------ | -- | -- | ---- | -- |
| Tigers de Détroit                    | 95 | 67 | .586 | -  |
| Indians de Cleveland                 | 80 | 82 | .494 | 15 |
| White Sox de Chicago                 | 79 | 83 | .488 | 16 |
| Royals de Kansas City                | 71 | 91 | .438 | 24 |
| Twins du Minnesota                   | 63 | 99 | .389 | 32 |

### Résultats
| Légende             | Légende            | Légende       |
| victoire des Tigers | défaite des Tigers | match reporté |
| ------------------- | ------------------ | ------------- |

#### Mai
| #  | Date    | Adversaire  | Score | Victoire          | Défaite        | Sauvetage   | Affluence | Bilan |
| -- | ------- | ----------- | ----- | ----------------- | -------------- | ----------- | --------- | ----- |
| 28 | 1er mai | @ Indians   | 4 - 5 | Durbin (1-1)      | Benoit (0-2)   | C Perez (7) | 14 164    | 12-16 |
| 29 | 2 mai   | Yankees     | 5 - 3 | Chamberlain (2-0) | Valverde (2-1) | Rivera (11) | 22 852    | 12-17 |
| 30 | 3 mai   | Yankees     |       |                   |                |             |           |       |
| 31 | 4 mai   | Yankees     |       |                   |                |             |           |       |
| 32 | 5 mai   | Yankees     |       |                   |                |             |           |       |
| 33 | 6 mai   | @ Blue Jays |       |                   |                |             |           |       |
| 34 | 7 mai   | @ Blue Jays |       |                   |                |             |           |       |
| 35 | 8 mai   | @ Blue Jays |       |                   |                |             |           |       |
| 36 | 9 mai   | @ Blue Jays |       |                   |                |             |           |       |
| 37 | 10 mai  | @ Twins     |       |                   |                |             |           |       |
| 38 | 11 mai  | @ Twins     |       |                   |                |             |           |       |
| 39 | 13 mai  | Royals      |       |                   |                |             |           |       |
| 40 | 14 mai  | Royals      |       |                   |                |             |           |       |
| 41 | 15 mai  | Royals      |       |                   |                |             |           |       |
| 42 | 16 mai  | Blue Jays   |       |                   |                |             |           |       |
| 43 | 17 mai  | Blue Jays   |       |                   |                |             |           |       |
| 44 | 18 mai  | @ Red Sox   |       |                   |                |             |           |       |
| 45 | 19 mai  | @ Red Sox   |       |                   |                |             |           |       |
| 46 | 20 mai  | @ Pirates   |       |                   |                |             |           |       |
| 47 | 21 mai  | @ Pirates   |       |                   |                |             |           |       |
| 48 | 22 mai  | @ Pirates   |       |                   |                |             |           |       |
| 49 | 23 mai  | Rays        |       |                   |                |             |           |       |
| 50 | 24 mai  | Rays        |       |                   |                |             |           |       |
| 51 | 25 mai  | Rays        |       |                   |                |             |           |       |
| 52 | 26 mai  | Red Sox     |       |                   |                |             |           |       |
| 53 | 27 mai  | Red Sox     |       |                   |                |             |           |       |
| 54 | 28 mai  | Red Sox     |       |                   |                |             |           |       |
| 55 | 29 mai  | Red Sox     |       |                   |                |             |           |       |
| 56 | 30 mai  | Twins       |       |                   |                |             |           |       |
| 57 | 31 mai  | Twins       |       |                   |                |             |           |       |

## Draft
La Draft MLB 2011 se tient du 6 au 8 juin 2011 à Secaucus (New Jersey). Les Tigers ont perdu leur choix au premier tour en recrutant Víctor Martínez.

## Affiliations en ligues mineures
| Niveau            | Equipe                  | Ligue                    | Manager         | Vic. | Déf. | Classement |
| ----------------- | ----------------------- | ------------------------ | --------------- | ---- | ---- | ---------- |
| AAA               | Toledo Mud Hens         | Ligue internationale     | Phil Nevin      |      |      |            |
| AA                | Erie SeaWolves          | Eastern League           | Chris Cron      |      |      |            |
| A-Advanced        | Lakeland Flying Tigers  | Florida State League     | Dave Huppert    |      |      |            |
| A                 | West Michigan Whitecaps | Midwest League           | Ernie Young     |      |      |            |
| A (saison courte) | Connecticut Tigers      | New York-Penn League     | Andrew Graham   |      |      |            |
| Ligue des recrues | GCL Tigers              | Gulf Coast League        | Basilio Cabrera |      |      |            |
| Ligue des recrues | DSL Tigers              | Dominican Summer League  |                 |      |      |            |
| Ligue des recrues | VSL Tigers              | Venezuelan Summer League |                 |      |      |            |